# 3 Heures de Watkins Glen 1985
Navigation
Édition précédente Édition suivante
La 36e édition des 3 Heures de Watkins Glen (officiellement appelé le 1985 Camel Continental ), disputées sur le 6 juillet 1985 sur le Watkins Glen International sont la trente-sixième édition de cette épreuve, la première sur un format de trois heures, et la dixième manche du Championnat IMSA GT 1985.

## Engagés
19 voitures ont participé aux essais dont 13 en GTP et 6 en GTP Lights.

## Course
Voici le classement provisoire au terme de la course,,.
- Les vainqueurs de chaque catégorie sont signalés par un fond jauni.
- Pour la colonne Pneus, il faut passer le curseur au-dessus du modèle pour connaître le manufacturier de pneumatiques.

| Pos. | Classe | N° | Écurie                      | Pilotes                                   | Châssis                                    | Pneus | Tours | Temps               |
| Pos. | Classe | N° | Écurie                      | Pilotes                                   | Moteur                                     | Pneus | Tours | Temps               |
| ---- | ------ | -- | --------------------------- | ----------------------------------------- | ------------------------------------------ | ----- | ----- | ------------------- |
| 1    | GTP    | 14 | Holbert Racing              | Al Holbert Derek Bell                     | Porsche 962                                | G     | 101   | 3 h 00 min 29 s 450 |
| 1    | GTP    | 14 | Holbert Racing              | Al Holbert Derek Bell                     | Porsche Type 962/71 3,2 l Flat-6 Turbo K36 | G     | 101   | 3 h 00 min 29 s 450 |
| 2    | GTP    | 7  | Zakspeed                    | Klaus Ludwig Doc Bundy (en)               | Ford Mustang Probe                         | G     | 101   | ̟+30 s 712           |
| 2    | GTP    | 7  | Zakspeed                    | Klaus Ludwig Doc Bundy (en)               | Ford EFI 2,1 l I4 Turbo                    | G     | 101   | ̟+30 s 712           |
| 3    | GTP    | 16 | Dyson Racing                | Rob Dyson (en) Drake Olson (en)           | Porsche 962                                | G     | 100   | + 1 tour            |
| 3    | GTP    | 16 | Dyson Racing                | Rob Dyson (en) Drake Olson (en)           | Porsche Type 962/71 3,2 l Flat-6 Turbo K36 | G     | 100   | + 1 tour            |
| 4    | GTP    | 04 | Group 44                    | Brian Redman Hurley Haywood               | Jaguar XJR-5                               | G     | 97    | + 4 tours           |
| 4    | GTP    | 04 | Group 44                    | Brian Redman Hurley Haywood               | Jaguar 6,0 l V12 Atmo                      | G     | 97    | + 4 tours           |
| 5    | GTP    | 86 | Bayside Disposal Racing     | Bruce Leven (de) Bob Wollek               | Porsche 962                                | B     | 97    | + 4 tours           |
| 5    | GTP    | 86 | Bayside Disposal Racing     | Bruce Leven (de) Bob Wollek               | Porsche Type 962/71 3,2 l Flat-6 Turbo K36 | B     | 97    | + 4 tours           |
| 6    | GTP    | 68 | BF Goodrich ( Busby Racing) | Pete Halsmer (en) John Morton             | Porsche 962                                | BF    | 97    | + 4 tours           |
| 6    | GTP    | 68 | BF Goodrich ( Busby Racing) | Pete Halsmer (en) John Morton             | Porsche Type 962/71 3,2 l Flat-6 Turbo K36 | BF    | 97    | + 4 tours           |
| 7    | GTP    | 15 | Kalagian Ardisana           | John Kalagian Tom Grunnah                 | March 85G                                  | Y     | 96    | + 5 tours           |
| 7    | GTP    | 15 | Kalagian Ardisana           | John Kalagian Tom Grunnah                 | Porsche Type 962 3,2 l Flat-6 Turbo        | Y     | 96    | + 5 tours           |
| 8    | GTP    | 67 | BF Goodrich ( Busby Racing) | Jim Busby (de) Rick Knoop (de)            | Porsche 962                                | BF    | 93    | + 8 tours           |
| 8    | GTP    | 67 | BF Goodrich ( Busby Racing) | Jim Busby (de) Rick Knoop (de)            | Porsche Type 962/71 3,2 l Flat-6 Turbo K36 | BF    | 93    | + 8 tours           |
| 9    | Light  | 6  | Morgan Performance          | Charles Morgan Bill Alsup (en)            | Royale RP40                                | H     | 92    | + 9 tours           |
| 9    | Light  | 6  | Morgan Performance          | Charles Morgan Bill Alsup (en)            | Buick 3,0 l V6 Atmo                        | H     | 92    | + 9 tours           |
| 10   | Light  | 75 | Malibu                      | Jeff Kline (de) Jack Baldwin (en)         | Alba AR4                                   | G     | 91    | + 10 tours          |
| 10   | Light  | 75 | Malibu                      | Jeff Kline (de) Jack Baldwin (en)         | Mazda 13B 1,3 l 2-Rotor                    | G     | 91    | + 10 tours          |
| 11   | Light  | 63 | RGP 500 Racing              | Jim Downing John Maffucci                 | Argo JM16B                                 | G     | 90    | + 11 tours          |
| 11   | Light  | 63 | RGP 500 Racing              | Jim Downing John Maffucci                 | Mazda 13B 1,3 l 2-Rotor                    | G     | 90    | + 11 tours          |
| 12   | GTP    | 5  | Bob Akin Motor Racing       | Bob Akin Hans-Joachim Stuck Jim Mullen    | Porsche 962                                | G     | 87    | + 14 tours          |
| 12   | GTP    | 5  | Bob Akin Motor Racing       | Bob Akin Hans-Joachim Stuck Jim Mullen    | Porsche Type 962/71 3,2 l Flat-6 Turbo K36 | G     | 87    | + 14 tours          |
| 13   | Light  | 93 | Mid-O/Rusty Jones           | Kelly Marsh Don Marsh                     | Argo JM16                                  | H     | 86    | + 15 tours          |
| 13   | Light  | 93 | Mid-O/Rusty Jones           | Kelly Marsh Don Marsh                     | Mazda 13B 1,3 l 2-Rotor                    | H     | 86    | + 15 tours          |
| 14   | GTP    | 44 | Group 44                    | Bob Tullius Chip Robinson                 | Jaguar XJR-5                               | G     | 69    | Bague et pignon     |
| 14   | GTP    | 44 | Group 44                    | Bob Tullius Chip Robinson                 | Jaguar 6,0 l V12 Atmo                      | G     | 69    | Bague et pignon     |
| 15   | Light  | 96 | Hessert Racing              | Tom Hessert Steve Durst                   | Harrier RX83C                              |       | 63    | + 38 tours          |
| 15   | Light  | 96 | Hessert Racing              | Tom Hessert Steve Durst                   | Mazda 13B 1,3 l 2-Rotor                    |       | 63    | + 38 tours          |
| 16   | GTP    | 4  | Lee Racing                  | Lew Price Chip Mead (en)                  | Chevrolet Corvette GTP                     | F     | 59    | Abandon             |
| 16   | GTP    | 4  | Lee Racing                  | Lew Price Chip Mead (en)                  | Chevrolet 366 6,0 l V8 Atmo                | F     | 59    | Abandon             |
| 17   | GTP    | 3  | Pegasus Racing              | Ken Madren Wayne Pickering Bill Adam (en) | March 84G                                  | G     | 39    | Abandon             |
| 17   | GTP    | 3  | Pegasus Racing              | Ken Madren Wayne Pickering Bill Adam (en) | Buick 3,4 l V6 Turbo                       | G     | 39    | Abandon             |
| 18   | Light  | 70 | Z & W Enterprises           | David Loring                              | Mazda GTP                                  | G     | 27    | Abandon             |
| 18   | Light  | 70 | Z & W Enterprises           | David Loring                              | Mazda Rotatif                              | G     | 27    | Abandon             |
| 19   | GTP    | 05 | Truesports                  | Jim Trueman (en)                          | Alba AR5                                   | G     | 14    | Abandon             |
| 19   | GTP    | 05 | Truesports                  | Jim Trueman (en)                          | Ford Cosworth DFL 3,9 l V8 Atmo            | G     | 14    | Abandon             |
| Np.  | Light  | 72 | Whitehall Motorsport        | Skeeter McKitterick                       | Fabcar CL                                  | F     | 14    |                     |
| Np.  | Light  | 72 | Whitehall Motorsport        | Skeeter McKitterick                       | Porsche Type Type 901 3,0 l Flat-6 Atmo    | F     | 14    |                     |

## Pole position et record du tour
- Pole position :  Al Holbert (#14 Holbert Racing) en 1 min 38 s 044
- Meilleur tour en course :  Drake Olson (en) (#16 Dyson Racing) en 1 min 40 s 930